# Le Maosheng
Le Maosheng (en chino: 乐茂盛; Ningyuan, 9 de junio de 1978) es un deportista chino que compitió en halterofilia.
Participó en dos Juegos Olímpicos de Verano, obteniendo una medalla de plata en Atenas 2004, en la categoría de 62 kg, y el cuarto lugar en Sídney 2000. Ganó cuatro medallas en el Campeonato Mundial de Halterofilia entre los años 1997 y 2003.

## Palmarés internacional
| Juegos Olímpicos   | Juegos Olímpicos       | Juegos Olímpicos  | Juegos Olímpicos |
| Año                | Lugar                  | Medalla           | Categoría        |
| ------------------ | ---------------------- | ----------------- | ---------------- |
| 2004               | Atenas (Grecia)        | Medalla de plata  | 62 kg            |
| Campeonato Mundial |                        |                   |                  |
| Año                | Lugar                  | Medalla           | Categoría        |
| 1997               | Chiang Mai (Tailandia) | Medalla de plata  | 59 kg            |
| 1999               | Atenas (Grecia)        | Medalla de oro    | 62 kg            |
| 2002               | Varsovia (Polonia)     | Medalla de plata  | 62 kg            |
| 2003               | Vancouver (Canadá)     | Medalla de bronce | 62 kg            |